# Angistrisoma fusca
Angistrisoma fusca is een hooiwagen uit de familie Cranaidae. De wetenschappelijke naam van Angistrisoma fusca gaat terug op Roewer.